# Dependencja korony brytyjskiej

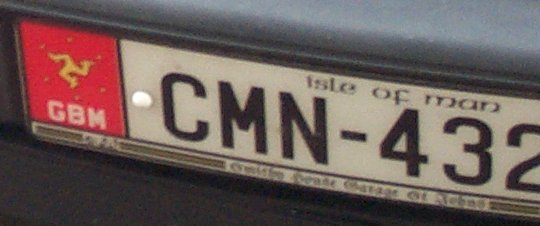
Przykład własnej administracji dependencji: tablice rejestracyjne na wyspie Man – oznaczenie GBM i triskelion z godła Man

Dependencja korony brytyjskiej (ang. Crown Dependency) – forma zależności od Zjednoczonego Królestwa Wielkiej Brytanii i Irlandii Północnej terytoriów (quasi-państw) formalnie niebędących terytoriami zależnymi, ale de facto jej podległych (zależność ta wynika bowiem z tradycji, a nie z mocy prawa).
Głową dependencji jest monarcha brytyjski w ramach unii personalnej między nimi a Wielką Brytanią, która odpowiada za ich sprawy zagraniczne i obronę. Dependencje mają jednak własne parlamenty, rządy i inne aspekty państwowości – miejscowe władze zajmują się gospodarką, finansami, sprawami administracyjnymi oraz sądownictwem – stanowią one zatem przypadek sui generis w stosunkach międzynarodowych.
Formalnie dependencje nie należały do Unii Europejskiej, ale w praktyce uczestniczyły w wielu dziedzinach jej polityki przed Brexitem. Ponieważ prowadzą politykę fiskalną niezależną od unijnej oraz brytyjskiej, stały się tak zwanymi rajami podatkowymi.
Status dependencji posiadają:
- Wyspa Man
- Wyspy Normandzkie:
  -  Jersey
  -  Guernsey.